# SMS Warasdiner
SMS Warasdiner – austro-węgierski niszczyciel z początku XX wieku. Okręt ten został zamówiony przez Chiny. Według planów miał być pierwszą, prototypową jednostką typu liczącego 12 niszczycieli i nosić nazwę „Long Tuan” (龍湍). Niszczyciel miał być uzbrojony w dwie armaty okrętowe kalibru 76 mm L/50 firmy Armstrong, cztery armaty 47 mm L/50 tej samej firmy i dwie wyrzutnie torped kalibru 450 mm. Po wybuchu I wojny światowej z budowy następnych okrętów tego typu zrezygnowano, a prototypowa jednostka po przezbrojeniu w typowe dla Kaiserliche und Königliche Kriegsmarine działa została do niej wcielona 28 sierpnia 1914 roku. Okręt przetrwał wojnę. Po jej zakończeniu został przekazany Włochom. Okręt zezłomowano w 1920 roku.